# Dry Kill Logic
Dry Kill Logic – grupa muzyczna pochodząca z Westchester County, założona w roku 1993. Zespół gra alternatywny metalcore, z wypływami takich gatunków jak nu metal, rap metal, a także post hardcore. Wokalistą grupy jest Cliff Rigano.

## Dyskografia
- Cause Moshing is Good Fun EP (1997)
- Elemental Evil EP (1999)
- The Darker Side of Nonsense (2001)
- Rot EP (2002)
- The Dead and Dreaming (2004)
- The Magellan Complex EP (2006)
- Of Vengeance and Violence (2006)